# Cratere Savage
Savage  è un cratere sulla superficie di Mercurio.